# 江口慶
江口 慶（えぐち けい、2011年7月13日 - ）は、日本の男性子役。

## 人物
- 東京都出身
- アミューズ所属
- 特技は水泳、折り紙

## 出演

### テレビ番組
- 天才てれびくん（NHK Eテレ、	2023年4月3日 - ） - てれび戦士

### CM
- トヨタ自動車シエンタのCM

### 雑誌
- てれびくん
- 小学一年生

### 舞台
- HARA イリュージョンマジックショー Japan tour 2020「inspiration」

### ミュージックビデオ
- 神はサイコロを振らない「巡る巡る」